# Avotrichodactylus constrictus
Avotrichodactylus constrictus är en kräftdjursart som först beskrevs av Arthur Sperry Pearse 1911.  Avotrichodactylus constrictus ingår i släktet Avotrichodactylus och familjen Trichodactylidae. IUCN kategoriserar arten globalt som livskraftig. Inga underarter finns listade i Catalogue of Life.